# وسوسه همسر
وسوسهٔ همسر (به انگلیسی: Temptation of a Wife) سریال محصول سال ۲۰۰۸ کره جنوبی است. پخش این سریال از سال ۲۰۰۸ در شبکه اس بی اس کره جنوبی شروع شد و در ۱ مه ۲۰۰۹ به پایان رسید. این سریال جزء پر طرفدارترین سریال‌های کره‌ای محسوب می‌شود. جانگ سئو هی به خاطر بازی در این سریال در مراسم «SBS Drama Awards» برنده جایزه شد.

## خلاصه داستان
ای یون جی (با بازی جانگ سئو هی)که فارغ‌التحصیل طراحی مد از یک دانشگاه معتبر است، در حالیکه خود را برای فوق لیسانس در رشته طراحی آماده می‌کند از جیوبین باردار می‌شودکه این بارداری منجر به ازدواج می‌شود و او به ناچار تمام آرزوهای خود را کنار می‌گذارد. اولین بارداری او که باعث ازدواجش با جیوبین شده بود، منجر به سقط می‌شود ولی هنگامی که ای یون جی برای بار دوم باردار می‌شود، او بسیار خوشحال می‌شود.
در همین حین دوست صمیمی یون جی به نام اِری بعد گذراندن دوران تحصیل در فرانسه به کره باز می‌گردد. اِری ۵ سال پیش قبل از مسافرت به فرانسه دوست دختر برادر یون جی نیز بود که برای ادامه تحصیل به فرانسه رفته بود. پس از گذشت زمان یون جی پی می‌برد که جیوبین و اِری با یکدیگر رابطه داشتند و به او خیانت می‌کردند. یون جی از اینکه صمیمی‌ترین دوستش به او خیانت کرده بود بسیار شوکه شده بود. علاوه بر این، اِری از جیوبین یک پسر ۵ ساله نیز دارد. هنگامی که برادر یون جی از گذشته کثیف جیوبین با خبر می‌شود به او حمله می‌کند و او را مورد ضرب و شتم قرار می‌دهد. پس از این اتفاق، جیوبین و مادرش، یون جی را وادار به امضای برگه‌های طلاق می‌کنند.
جیوبین، یون جی را به زور به بیمارستان می‌برد و او را وادار می‌کند که بچه اش را سقط کند ولی یون جی فرار می‌کند. جیوبین یون جی را به زور به کنار ساحل می‌برد و گردنبند یون جی را که خیلی برایش ارزش داشت را به دریا می‌اندازد، یون جی برای پیدا کردن گردنبندش به دریا می‌رود و چون شنا کردن بلد نبود غرق شد و جیوبین نیز هیچ تلاشی برای نجات او نکرد و یون جی را در حال غرق شدن تنها گذاشت. یون جی درون دریا گم شده بود. جیوبین و اِری شریک جرم یکدیگر شدند و واقعیت گم شدن یون جی را پنهان کرند. آن‌ها به خانه باز می‌گردند و وانمود می‌کنند که یون جی خودکشی کرده‌است.
در همین حال، گیون وو پسر خانم مین که زنی بسیار پولدار بود و ثروتش را از طریق خرده فروشی و تجارت پول و وام دهی به دست آورده‌است، یون جی را در حالیکه بر روی دریا بیهوش شناور بود، پیدا می‌کند و او را نجات می‌دهد. پس از سقط دوباره جنین، خانم مین و پسر ناتنی او، از یون جی به خوبی مراقبت می‌کنند. ای یون جی هویت دختر گم شده خانم مین را به خود می‌گیرد و تصمیم می‌گیرد از جیوبین و اری انتقام بگیرد.خانم مین دختری نیز به نام مین سوهی داشت.دختر واقعی خانم مین به گیون وو دل می بندد و او را تحدید می‌کند که اگر با او عروسی نکند او را خواهد کشت.گیون وو به تحدیدها سوهی گوش نداد و سوهی در دریا گم شد.همه با این فکر که سوهی مرده است ناراحت بودند.ای یون جی با نام دختر خانم مین یعنی سوهی در آرایشگاه او شروع به کار می‌کند و وانمود می‌کند که سوهی است.با این کار این خیال در سرش بود که از جیوبین انتقام بگیرد؛به این صورت که اگر دل جیوبین را بدست آورد و بتواند کاری کند که اری از جیوبین طلاق بگیرد و همه ی ثروت خانوادگی آنهارا از بین ببرد انتقامش را گرفته‌است.تنها کسانی که از راز ای یون جی خبر داشتند گیون وو و خانم مین بودند و در پی همین ماجراها گیون وو به‌ای یون جی دل می بندد و به او پیشنهاد ازدواج می دهد.با این که ایون جی هم عاشق گیون وو شد نتوانست انتقامش را فراموش کند و پیشنهاد گیون وو را رد کرد.اری از جیوبین طلاق گرفت و ای یون جی با جیوبین عروسی کرد و تمام ثروت او را بالا کشید و به خانواده ی خود داد.سر انجام همه فهمیدند که مین سوهی همان ای یون جی است اما این بار جیوبین سخت عاشق ای یون جی شده بود و از او طلب بخشش می‌کرد.حتی وقتی که اری دوباره پیش جیوبین باز گشت جیوبین حوصله ی او را نداشت.مین سوهی واقعی پیدا شد و هنگامی که از ماجرای ای یون جی و عشق او به گیون وو خبردار شد از ای یون جی متنفر شد و باز گیون وو را تحدید به این کرد که" اگر با من ازدواج نکنی خود کشی می کنم"سوهی با جیوبین قرار گذاشت که دل ای یون جی را بدست آورد تا سوهی هم بتواند با گیون وو ازدواج کند.سر انجام گیون وو سوهی را قبول کرد و نامزدی خود را با ای یون جی بهم زد.در آن طرف اری دچار دل دردهای زیادی شد و فهمید که هم سرطان معده دارد و هم باردار است اما یا باید جنین در شکمش را سقط کند یا باید درمان شود.او بچه اش را انتخاب می‌کند و همه ی تلاشش را می‌کند که بیماری اش را از دیگران پنهان کند.جیوبین پسرش را از او می‌گیرد و اری را از خانه بیرون می‌کند.ای یون جی که ماجرای بیماری اری را فهمید خواست به او کمک کند اما هر دو از سر تپه به پایین پرت می‌شوند.حال ای یون جی خوب بود اما برخورد اری با یک درخت باعث سقط جنین او شد.حال دوباره‌ای یون جی و اری مانند گذشته با هم صمیمی شده بودند و اری می خواست سرطانش را درمان کند اما دکترها به او گفتند که امیدی نیست و هر روز حال اری بدتر می شد.ای یون جی به جیوبین زنگ زد و ماجرای سرطان اری را به او گفت.اری و جیوبین دوباره اما موقت به هم پیوستند.از آن طرف سوهی دست از سر جیوبین برداشت و برگه‌های طلاق را امضا کرد و به او اجازه داد به کنار ای یون جی بیاید.اری و جیوبین به ماه عسل رفتند و پسرشان را برای مراقبت پیش ای یون جی گذاشتند.ای یون جی هم مانند یک مادر مهربان از پسر آن‌ها مراقبت کرد.سر انجام در ماه عسل اری و جیوبین،جیوبین به مغازه رفته بود تا کمی خوراکی بخرد و اری که تمام بدنش را بیماری فراگرفته بود و قادر به انجام هیچ کاری نبود تصمیم گرفت که خودکشی کند و خود را به دریا بیندازد.جیوبین در حال برگشتن به خانه متوجه شد اری در دریا مشغول غرق شدن است خواست به او کمک کند که خود هم در کنار اری غرق شد.با یتیم شدن پسر جیوبین و اری،ای یون جی و گیون وو او را به فرزندخواندگی برگزیدند.